# Mehsana
Mehsana (gudźarati: મહેસાણા) – miasto w Indiach, w stanie Gudźarat. W 2001 miasto to zamieszkiwało 98 987 osób.
W mieście rozwinęło się rzemiosło odzieżowe, a także przemysł bawełniany oraz chemiczny.